# Brassavola perrinii
Brassavola perrinii är en orkidéart som beskrevs av John Lindley. Brassavola perrinii ingår i släktet Brassavola och familjen orkidéer. Inga underarter finns listade i Catalogue of Life.